# Pete Smalls Is Dead
Pete Smalls Is Dead es una película cómica de 2010 escrita y dirigida por Alexandre Rockwell y protagonizada por Peter Dinklage, Mark Boone Junior, Steve Buscemi, Rosie Perez, Michael Lerner, Seymour Cassel y Tim Roth. Roth elogió el humor negro del director y declaró que se inspiró en una botella de tequila para su interpretación de Smalls.

## Sinopsis
KC (Peter Dinklage) se ve angustiado, después de que unos matones locales secuestran a su perro y le exigen los 10 mil dólares que debe. Su mejor amigo, Jack (Mark Boone Jr.), le dice que tiene el dinero, pero debe regresar a Hollywood para el funeral de Pete Smalls, el famoso director que acaba de morir filmando su última película. En el funeral Jack confiesa que en realidad no tiene el dinero, pero que Pete había robado el último guion de KC y estaba filmándolo en secreto. Deciden reclamar el dinero a la exesposa de Pete y a su novio, un ordinario productor; pero cuando se niegan a pagar, KC y Jack se ven forzados a buscar la manera de recuperar la película de Pete Smalls para conseguir el dinero que necesitan para salvar al perro.